# Simpson (Pensilvania)
Simpson es un lugar designado por el censo ubicado en el condado de Lackawanna en el estado estadounidense de Pensilvania. En el Censo de 2010 tenía una población de 1275 habitantes y una densidad poblacional de 553,75 personas por km².

## Geografía
Simpson se encuentra ubicado en las coordenadas 41°35′43″N 75°28′47″O / 41.59528, -75.47972. Según la Oficina del Censo de los Estados Unidos, Simpson tiene una superficie total de 2.3 km², de la cual 2.29 km² corresponden a tierra firme y (0.67%) 0.02 km² es agua.

## Demografía
Según el censo de 2010, había 1275 personas residiendo en Simpson. La densidad de población era de 553,75 hab./km². De los 1275 habitantes, Simpson estaba compuesto por el 95.45% blancos, el 0.86% eran afroamericanos, el 0.39% eran amerindios, el 0.47% eran asiáticos, el 0% eran isleños del Pacífico, el 0.78% eran de otras razas y el 2.04% pertenecían a dos o más razas. Del total de la población el 3.37% eran hispanos o latinos de cualquier raza.